# Дімітрова (Кантемірський район)
Дімітрова (рум. Dimitrova) — село в Кантемірському районі Молдови. Входить до складу комуни з адміністративним центром у селі Києту.

## Населення
За даними перепису населення 2004 року у селі проживали 448 осіб.
Національний склад населення села:
| Національність | Кількість осіб |
| -------------- | -------------- |
| молдовани      | 301            |
| болгари        | 137            |
| гагаузи        | 8              |
| росіяни        | 1              |
| румуни         | 1              |
| Всього         | 448            |